# Campionato europeo maschile under 17 di calcio 2024
Il campionato europeo di calcio Under-17 2024 è stata la 21ª edizione del torneo organizzato dalla UEFA. È stato vinto dall'Italia, che ha battuto in finale il Portogallo, aggiudicandosi il titolo per la prima volta nella sua storia.
La fase finale si è disputata a Cipro dal 20 maggio al 5 giugno 2024. Sono state ammesse alla fase finale 16 squadre, e al torneo hanno potuto partecipare solo i giocatori nati dopo il 1º gennaio 2007.

## Squadre qualificate
Al torneo si sono qualificate 16 squadre di cui una qualificata d'ufficio poiché nazione ospitante.
| Squadra     | Metodo di qualificazione   | Partecipazioni | Ultima partecipazione | Miglior risultato                                  |
| ----------- | -------------------------- | -------------- | --------------------- | -------------------------------------------------- |
| Cipro       | Nazione ospitante          | 1              | —                     | Debutto                                            |
| Francia     | Vincitore del gruppo 1     | 15             | 2022                  | Vincitore (2004, 2015, 2022)                       |
| Svezia      | Vincitore del gruppo 2     | 6              | 2022                  | Semifinali (2013)                                  |
| Italia      | vincitore del gruppo 3     | 12             | 2023                  | Finalista (2013, 2018, 2019)                       |
| Ucraina     | Vincitore del gruppo 4     | 7              | 2017                  | Fase a gironi (2002, 2004, 2007, 2013, 2016, 2017) |
| Portogallo  | Vincitore del gruppo 5     | 11             | 2023                  | Vincitore (2003, 2016)                             |
| Danimarca   | Vincitore del gruppo 6     | 7              | 2022                  | Semifinali (2011)                                  |
| Austria     | Vincitore del gruppo 7     | 7              | 2019                  | Terzo posto (2003)                                 |
| Polonia     | Vincitore del gruppo 8     | 5              | 2023                  | Semifinali (2012, 2023)                            |
| Inghilterra | Secondo posto nel gruppo 1 | 16             | 2023                  | Vincitore (2010, 2014)                             |
| Galles      | Secondo posto nel gruppo 2 | 2              | 2023                  | Fase a gironi (2023)                               |
| Slovacchia  | Secondo posto nel gruppo 4 | 2              | 2013                  | Semifinali (2013)                                  |
| Croazia     | Secondo posto nel gruppo 5 | 6              | 2023                  | Semifinali (2005)                                  |
| Serbia      | Secondo posto nel gruppo 6 | 10             | 2023                  | Semifinali (2022)                                  |
| Spagna      | Secondo posto nel gruppo 7 | 16             | 2023                  | Vincitore (2007, 2008, 2017)                       |
| Rep. Ceca   | Secondo posto nel gruppo 8 | 7              | 2019                  | Secondo posto (2006)                               |

## Città e stadi
| Larnaca                            | Larnaca                                          | Larnaca                                     |
| ---------------------------------- | ------------------------------------------------ | ------------------------------------------- |
| Stadio Ammochostos Capacità: 5 500 | AEK Arena - Georgios Karapatakis Capacità: 7 380 | Stadio Antōnīs Papadopoulos Capacità: 9 782 |
|                                    |                                                  |                                             |
| Limassol Achna Paralimni Larnaca   |                                                  |                                             |
| Achna                              | Limassol                                         | Paralimni                                   |
| Dasaki Stadium Capacità: 5 422     | Limassol Arena Capacità: 10 300                  | Stadio Tasos Markou Capacità: 4 532         |
|                                    |                                                  |                                             |

## Regolamento
Il torneo prevede 16 squadre partecipanti divise in 4 gironi all'italiana di 4 squadre ciascuno, che si affronteranno in partite da 90 minuti (due tempi da 45) più eventuale recupero. Le prime due classificate di ogni girone (determinate, nell'ordine, da: punti, scontri diretti, differenza-reti, reti segnate e sorteggio) accederanno alla fase ad eliminazione diretta, composta da quarti, semifinale e finale: in caso di pareggio, dopo i tempi regolamentari, si procederà a 5 tiri di rigore per squadra e, in caso di ulteriore pareggio, si continuerà con i tiri a oltranza.

## Fase a gironi

### Gruppo A
| Pos. | Squadra   | Pt | G | V | N | P | GF | GS | DR |
| ---- | --------- | -- | - | - | - | - | -- | -- | -- |
| 1.   | Rep. Ceca | 9  | 3 | 3 | 0 | 0 | 12 | 4  | +8 |
| 2.   | Serbia    | 6  | 3 | 2 | 0 | 1 | 7  | 5  | +2 |
| 3.   | Ucraina   | 3  | 3 | 1 | 0 | 2 | 3  | 4  | -1 |
| 4.   | Cipro     | 0  | 3 | 0 | 0 | 3 | 1  | 10 | -9 |

| Arbitro: | Jakob Alexander Sundberg |

|            |           |  |
| Makević 2’ | Marcatori |  |

| Arbitro: | Pierre Gaillouste |

|  |           |                                                                    |
|  | Marcatori | 26’ Kolářík 28’ (rig.) Naskos 40’ Nechvátal 81’ Penxa 90+3’ Kvaček |

| Arbitro: | Mohammed Al-emara |

|                      |           |                                  |
| Dihtyar 90+5’ (rig.) | Marcatori | 12’ (rig.) Moudrý 61’, 88’ Penxa |

| Arbitro: | David Fuxman |

|             |           |                                           |
| Ioannou 34’ | Marcatori | 45+3’ Cvetković 53’ Stojanović 63’ Kostov |

| Arbitro: | Ante Čulina |

|                          |           |  |
| Bogdanov 30’, 48’ (rig.) | Marcatori |  |

| Arbitro: | Miguel Nogueira |

|                                                 |           |                                    |
| Kolářík 8’ Belžík 64’ (rig.), 89’ Kolísek 90+3’ | Marcatori | 7’ Kostov 21’ Kostić 72’ Cvetković |

### Gruppo B
| Pos. | Squadra   | Pt | G | V | N | P | GF | GS | DR |
| ---- | --------- | -- | - | - | - | - | -- | -- | -- |
| 1.   | Austria   | 7  | 3 | 2 | 1 | 0 | 7  | 0  | +7 |
| 2.   | Danimarca | 4  | 3 | 1 | 1 | 1 | 4  | 6  | -2 |
| 3.   | Croazia   | 3  | 3 | 0 | 3 | 0 | 3  | 3  | 0  |
| 4.   | Galles    | 1  | 3 | 0 | 1 | 2 | 1  | 6  | -5 |

| Arbitro: | Menelaos Antoniou |

|                          |           |  |
| Obi 45+2’ Johannesen 48’ | Marcatori |  |

| Larnaca 20 maggio 2024, ore 19:30 UTC+1 | Croazia    | 0 – 0 referto | Austria | Stadio Antōnīs Papadopoulos (258 spett.)\| Arbitro: \| Jan Petrik \| |
| Arbitro:                                | Jan Petrik |               |         |                                                                      |

| Arbitro: | Jasper Vergoote |

|                           |           |                     |
| Abildgaard 36’ Risnæs 60’ | Marcatori | 41’ Čović 47’ Mikić |

| Arbitro: | Radoslav Gidzhenov |

|                                       |           |  |
| Hämmerle 30’ Zabransky 51’ Riegel 84’ | Marcatori |  |

| Arbitro: | Antoni Bandić |

|                                      |           |  |
| Moizi 11’, 29’ Adejenughure 50’, 52’ | Marcatori |  |

| Arbitro: | Pierre Gaillouste |

|           |           |            |
| Allen 32’ | Marcatori | 24’ Durdov |

### Gruppo C
| Pos. | Squadra    | Pt | G | V | N | P | GF | GS | DR |
| ---- | ---------- | -- | - | - | - | - | -- | -- | -- |
| 1.   | Italia     | 9  | 3 | 3 | 0 | 0 | 6  | 1  | +5 |
| 2.   | Polonia    | 4  | 3 | 1 | 1 | 1 | 6  | 4  | +2 |
| 3.   | Svezia     | 2  | 3 | 0 | 2 | 1 | 3  | 4  | -1 |
| 4.   | Slovacchia | 1  | 3 | 0 | 1 | 2 | 0  | 6  | -6 |

| Paralimni 21 maggio 2024, ore 17:00 UTC+1 | Slovacchia  | 0 – 0 referto | Svezia | Stadio Tasos Markou (303 spett.)\| Arbitro: \| Ante Čulina \| |
| Arbitro:                                  | Ante Čulina |               |        |                                                               |

| Arbitro: | Miguel Nogueira |

|                        |           |  |
| Mosconi 5’ Coletta 72’ | Marcatori |  |

| Arbitro: | Jan Petrik |

|                          |           |  |
| Camarda 30’ Liberali 38’ | Marcatori |  |

| Arbitro: | Pierre Gaillouste |

|                         |           |                           |
| Antwi 14’ Bozicevic 56’ | Marcatori | 24’ Adkonis 67’ Izunwanne |

| Arbitro: | Nenad Minaković |

|               |           |                      |
| Bozicevic 57’ | Marcatori | 75’ Cama 80’ Camarda |

| Arbitro: | David Fuxman |

|                                                 |           |  |
| Izunwanne 11’, 45’ Pietuszewski 30’ Gieroba 68’ | Marcatori |  |

### Gruppo D
| Pos. | Squadra     | Pt | G | V | N | P | GF | GS | DR |
| ---- | ----------- | -- | - | - | - | - | -- | -- | -- |
| 1.   | Portogallo  | 6  | 3 | 2 | 0 | 1 | 7  | 4  | +3 |
| 2.   | Inghilterra | 6  | 3 | 2 | 0 | 1 | 8  | 5  | +3 |
| 3.   | Francia     | 6  | 3 | 2 | 0 | 1 | 3  | 5  | -2 |
| 4.   | Spagna      | 0  | 3 | 0 | 0 | 3 | 2  | 6  | -4 |

| Arbitro: | Nenad Minaković |

|           |           |                     |
| Yañez 20’ | Marcatori | 25’ Varela 33’ Mora |

| Arbitro: | Antoni Bandić |

|  |           |                                      |
|  | Marcatori | 2’, 39’ Moore 34’ Dipepa 51’ Nwaneri |

| Arbitro: | Jakob Alexander Sundberg |

|            |           |  |
| Molebe 86’ | Marcatori |  |

| Arbitro: | Menelaos Antoniou |

|                                    |           |           |
| Mora 34’, 48’ Silva 64’ Patrão 68’ | Marcatori | 43’ Moore |

| Arbitro: | Radoslav Gidzhenov |

|            |           |                        |
| Patrão 38’ | Marcatori | 36’ Sternal 81’ Molebe |

| Arbitro: | Jasper Vergoote |

|                                 |           |             |
| Mheuka 6’ Moore 73’ Nwaneri 85’ | Marcatori | 23’ Arnucio |

## Fase ad eliminazione diretta
|  | Quarti di finale | Quarti di finale | Quarti di finale |            |           | Semifinali | Semifinali | Semifinali |  |  | Finale | Finale | Finale |  |
|  |                  |                  |                  |            |           |            |            |            |  |  |        |        |        |  |
|  | 1A               | Rep. Ceca        | 1 (3)            |            |           |            |            |            |  |  |        |        |        |  |
|  | 1A               | Rep. Ceca        | 1 (3)            |            |           |            |            |            |  |  |        |        |        |  |
|  | 2B               | Danimarca (dtr)  | 1 (5)            |            |           |            |            |            |  |  |        |        |        |  |
|  | 2B               | Danimarca (dtr)  | 1 (5)            |            | Danimarca | Danimarca  | 0          |            |  |  |        |        |        |  |
|  |                  |                  |                  |            | Danimarca | Danimarca  | 0          |            |  |  |        |        |        |  |
|  |                  |                  | Italia           | Italia     | 1         |            |            |            |  |  |        |        |        |  |
|  | 1C               | Italia (dtr)     | Italia           | Italia     | 1         | 1 (5)      |            |            |  |  |        |        |        |  |
|  | 1C               | Italia (dtr)     |                  |            |           |            |            |            |  |  |        |        |        |  |
|  | 2D               | Inghilterra      | 1 (4)            |            |           |            |            |            |  |  |        |        |        |  |
|  | 2D               | Inghilterra      | 1 (4)            |            | Italia    | Italia     | 3          |            |  |  |        |        |        |  |
|  |                  |                  |                  |            |           |            |            |            |  |  |        |        |        |  |
|  |                  |                  | Portogallo       | Portogallo | 0         |            |            |            |  |  |        |        |        |  |
|  | 1B               | Austria          | Portogallo       | Portogallo | 0         | 2          |            |            |  |  |        |        |        |  |
|  | 1B               | Austria          |                  |            |           |            |            |            |  |  |        |        |        |  |
|  | 2A               | Serbia           | 3                |            |           |            |            |            |  |  |        |        |        |  |
|  | 2A               | Serbia           | 3                |            | Serbia    | Serbia     | 2          |            |  |  |        |        |        |  |
|  |                  |                  |                  |            | Serbia    | Serbia     | 2          |            |  |  |        |        |        |  |
|  |                  |                  | Portogallo       | Portogallo | 3         |            |            |            |  |  |        |        |        |  |
|  | 1D               | Portogallo       | Portogallo       | Portogallo | 3         | 2          |            |            |  |  |        |        |        |  |
|  | 1D               | Portogallo       |                  |            |           |            |            |            |  |  |        |        |        |  |
|  | 2C               | Polonia          | 1                |            |           |            |            |            |  |  |        |        |        |  |

## Quarti di finale
| Arbitro: | Antoni Bandić |

|                           |                      |                                    |
| Penxa 71’                 | Marcatori            | 82’ Obi                            |
| Naskos Sosna Moudrý Penxa | Tiri di rigore 3 – 5 | Markmann Hyseni Obi Andersen Højer |

| Arbitro: | Jakob Alexander Sundberg |

|                      |           |                                  |
| Adejenughure 1’, 79’ | Marcatori | 4’, 45+1’ Ranković 55’ Cvetković |

| Arbitro: | Jasper Vergoote |

|                         |           |               |
| Felicíssimo 5’ Mora 59’ | Marcatori | 34’ Izunwanne |

| Arbitro: | Nenad Minaković |

|                                            |                      |                                     |
| Liberali 29’                               | Marcatori            | 16’ Nwaneri                         |
| Lauricella Natali Orlandi Liberali Camarda | Tiri di rigore 5 – 4 | Moore Harrison Amass Nwaneri Dipepa |

## Semifinali
| Arbitro: | David Fuxman |

|                                      |           |                                               |
| Cvetković 22’ Felicíssimo 37’ (aut.) | Marcatori | 60’ (aut.) Damjanović 89’ Mora 90+5’ Trovisco |

| Arbitro: | Antoni Bandić |

|  |           |             |
|  | Marcatori | 30’ Coletta |

## Finale
| Arbitro: | Radoslav Gidzhenov |

|                             |           |  |
| Coletta 7’ Camarda 16’, 50’ | Marcatori |  |

## Statistiche

### Classifica marcatori
5 reti
- Rodrigo Mora

4 reti
- Oghenetejiri Adejenughure
- Mikey Moore
- Francesco Camarda
- Michael Izunwanne
- Ondřej Penxa
- Mihajlo Cvetković

3 reti
- Ethan Nwaneri
- Federico Coletta

2 reti
- Philipp Moizi
- Chidozie Obi
- Enzo Anthony Honoré Molebe
- Mattia Liberali
- Afonso Cruz Patrão
- Karel Belžík (1 rig.)
- Josef Kolářík
- Vasilije Kostov
- Đorđe Ranković
- Fred Marc Bozicevic
- Dmytro Bogdanov (1 rig.)

1 rete
- Mauro Hämmerle
- Adrian Riegel
- Valentin Zabransky
- Petros Ioannou
- Patrice Čović
- Bruno Durdov
- Noa Mikić
- Lasse Abildgaard
- Sofus Johannesen
- Roberto Risnæs
- Baylee Dipepa
- Shim Mheuka
- Enzo Sternal
- Cruz Allen
- Cristian Cama
- Mattia Mosconi
- Jakub Adkonis
- Stanisław Gieroba
- Oskar Pietuszewski
- Eduardo Felicíssimo
- Gabriel Serôdio Silva
- João Trovisco
- Cardoso Valera
- Jakub Kolísek
- Matěj Kvaček
- Lukas Moudry (1 rig.)
- Marek Naskos (1 rig.)
- Matyáš Nechvátal
- Bogdan Kostić
- Dušan Makević
- Viktor Stojanović
- Genesis Antwi
- Adrián Arnucio
- Daniel Yañez Barla
- Kyrylo Dihtyar (1 rig.)

Autogol
- Eduardo Felicíssimo (1, pro Serbia)
- Aleksa Damjanović (1, pro Portogallo)